# Namina Forna
Namina Forna (Freetown, 9 de janeiro de 1987), é uma escritora serra-leonesa-estadunidense de ficção para jovens adultos e roteirista. Seu romance de estreia, The Gilded Ones (2021) rapidamente entrou na lista de mais vendidos do The New York Times. Seu segundo livro The Merciless Ones (2022) também entrou nessa mesma lista.

## Biografia
Namina Forna nasceu em Serra Leoa, ela se mudou para a América quando tinha nove anos e se estabeleceu nos arredores de Atlanta, Geórgia e se formou em inglês na Spelman College. Ela então se formou no mestrado de produção cinematográfica da Escola de Artes Cinematográficas da Universidade do Sul da Califórnia. Forna atualmente divide seu tempo entre Los Angeles, Geórgia e Serra Leoa.
Forna adorava ler quando criança, ela explicou que ler era a sua forma de escapar às atrocidades da guerra civil de Serra Leoa.
Ela disse que seu pai e sua avó foram quem a inspiraram a se tornar uma autora. Quando criança, ela os ouvia contar histórias sobre mulheres fortes, como Mami Uata, a deusa da água, e as Amazonas do Daomé (ou Ahosi). Mais tarde, ela descobriu que a literatura ocidental carecia de heroínas negras e foi motivada a mudar isso.
Namina Forna é filha do A. G. Sembu Forna, um político de Serra Leoa, e sua mãe é a embaixadora e ex-vice-ministra de Relações Exteriores de Serra Leoa, Ebun Strasser-King.

### SérieThe Deathless
- The Gilded Ones (2021), ISBN 978-1-984-84869-7 no Brasil: Sangue Dourado (Galera, 2021) em Portugal: As Mulheres Douradas (Edições Gailivro, 2021)
- The Merciless Ones (2022), ISBN 978-1-984-84872-7 no Brasil: Sangue Cruel (Galera, 2022) em Portugal: As Mulheres Impiedosas (Edições Gailivro, 2023)
- The Eternal Ones (2024), ISBN 978-1-984-84875-8 em Portugal: As Mulheres Eternas (Edições Gailivro, 2024)